# Gaussian
Gaussian (читается как гауссиан) — программный пакет для расчета структуры и свойств молекулярных систем в газофазном и конденсированном состоянии, включающая большое разнообразие методов вычислительной химии, квантовой химии, молекулярного моделирования. Создана нобелевским лауреатом Джоном Поплом и его исследовательской группой и с тех пор постоянно обновляется.
Gaussian 09 — самая последняя реализация программы.

## Стандартные возможности
1. Методы молекулярной механики: AMBER, UFF, DREIDING
2. Полуэмпирические методы: AM1, PM3, PM6, CNDO, INDO, MINDO/3, MNDO, ZINDO
3. Неэмпирические методы: RHF/UHF, MP2 (MPn), CC, CASSCF, CI, GVB, BD, OVGF
4. DFT и TD с использованием большего количества простых и гибридных локальных и градиентно-корректированных функционалов
5. Гибридные методы: ONIOM[1]
6. Неэмпирическая молекулярная динамика: ADMP, BOMD
7. Расчетные методы точных значений термохимических величин и энергий: Gaussian-1, Gaussian-2, Gaussian-3, CBS, W1

## Cube-файл
Программа может генерировать так называемые cube-файлы, которые описывают некоторые объёмные данные и положения атомов для молекулярной системы. В этом файле объёмные данные задаются на множестве точек регулярной прямоугольной решетки, благодаря чему достигается унификация формата. Многие программы-визуализаторы молекулярных систем умеют работать с таким файлом. Cube-файлы имеют расширение .cube.

## Платформы
Gaussian поддерживается на большинстве современных платформ, включая Sun Solaris 10 UltraSPARC/x86/x86-64, Linux AMD/Intel, HP-UX 11, IBM AIX 5.3, SGI IRIX 6.5.4 и другие.

## Компьютерные программы аналогичного назначения
- GAMESS (US)
- Firefly (прежнее название — PC GAMESS)
- HONDO
- MOLCAS
- MOLPRO
- MPQC
- NWChem
- ORCA
- PQS
- PSI
- Q-Chem
- TURBOMOLE
- PRIRODA
- SPARTAN
- TITAN